# Derek Wong Zi Liang
Derek Wong Zi Liang (* 13. Januar 1989 in Singapur) ist ein singapurischer Badmintonspieler. Sein Vater ist Wong Shoon Keat, ebenfalls ein erfolgreicher Badmintonspieler.

## Karriere
Derek Wong Zi Liang gewann in der Saison 2006/2007 bei den Einzelmeisterschaften von Singapur alle drei möglichen Titel. 2009 wurde er bei den Südostasienspielen Fünfter im  Einzel. Bei den Commonwealth Games 2010 wurde er mit dem Team seines Landes Vierter in der Mannschaftswertung. Auch im Herrendoppel wurde er Vierter. Im Spiel um Bronze unterlag er mit Chayut Triyachart gegen seine Landsleute Hendri Kurniawan Saputra und Hendra Wijaya in zwei Sätzen. Im Herreneinzel wurde er bei den Commonwealth Games 2010 Fünfter.

## Sportliche Erfolge
| Saison    | Veranstaltung                   | Disziplin    | Platz | Name                                    |
| --------- | ------------------------------- | ------------ | ----- | --------------------------------------- |
| 2006/2007 | Singapur: Einzelmeisterschaften | Mixed        | 1     | Derek Wong Zi Liang / Tien Juan Lim     |
| 2006/2007 | Singapur: Einzelmeisterschaften | Herreneinzel | 1     | Derek Wong Zi Liang                     |
| 2006/2007 | Singapur: Einzelmeisterschaften | Herrendoppel | 1     | Yong Joo Chua / Derek Wong Zi Liang     |
| 2009      | Südostasienspiele               | Herreneinzel | 5     | Derek Wong Zi Liang                     |
| 2010      | Commonwealth Games              | Herreneinzel | 5     | Derek Wong Zi Liang                     |
| 2010      | Commonwealth Games              | Herrendoppel | 4     | Chayut Triyachart / Derek Wong Zi Liang |
| 2010      | Commonwealth Games              | Team         | 4     | Singapur                                |
| 2014      | Commonwealth Games              | Herreneinzel | 2     | Derek Wong Zi Liang                     |
| 2014      | Commonwealth Games              | Team         | 3     | Singapur                                |